# 1,4,7-Trithiocyclononane
Le 1,4,7-trithiocyclononane, ou 9-ane-S3, est un thioéther couronne de formule chimique (CH2CH2S)3. Ce thioéther cyclique se rencontre le plus souvent comme ligand tridenté, formant alors des complexes avec des métaux de transition.
Le 9-ane-S3 forme des complexes avec de nombreux ions métalliques, y compris ceux considérés comme durs, tels que le cuivre(II) et le fer(II). La plupart de ces complexes ont pour formule [M(9-ane-S3)2]2+ et présentent une géométrie octaédrique avec une symétrie moléculaire S6.

## Synthèse
Le 9-ane-S3 a été publié pour la première fois en 1977. Les procédés ultérieurs font intervenir l'assemblage dans la sphère de coordination d'un ion métallique suivi d'une décomplexation :

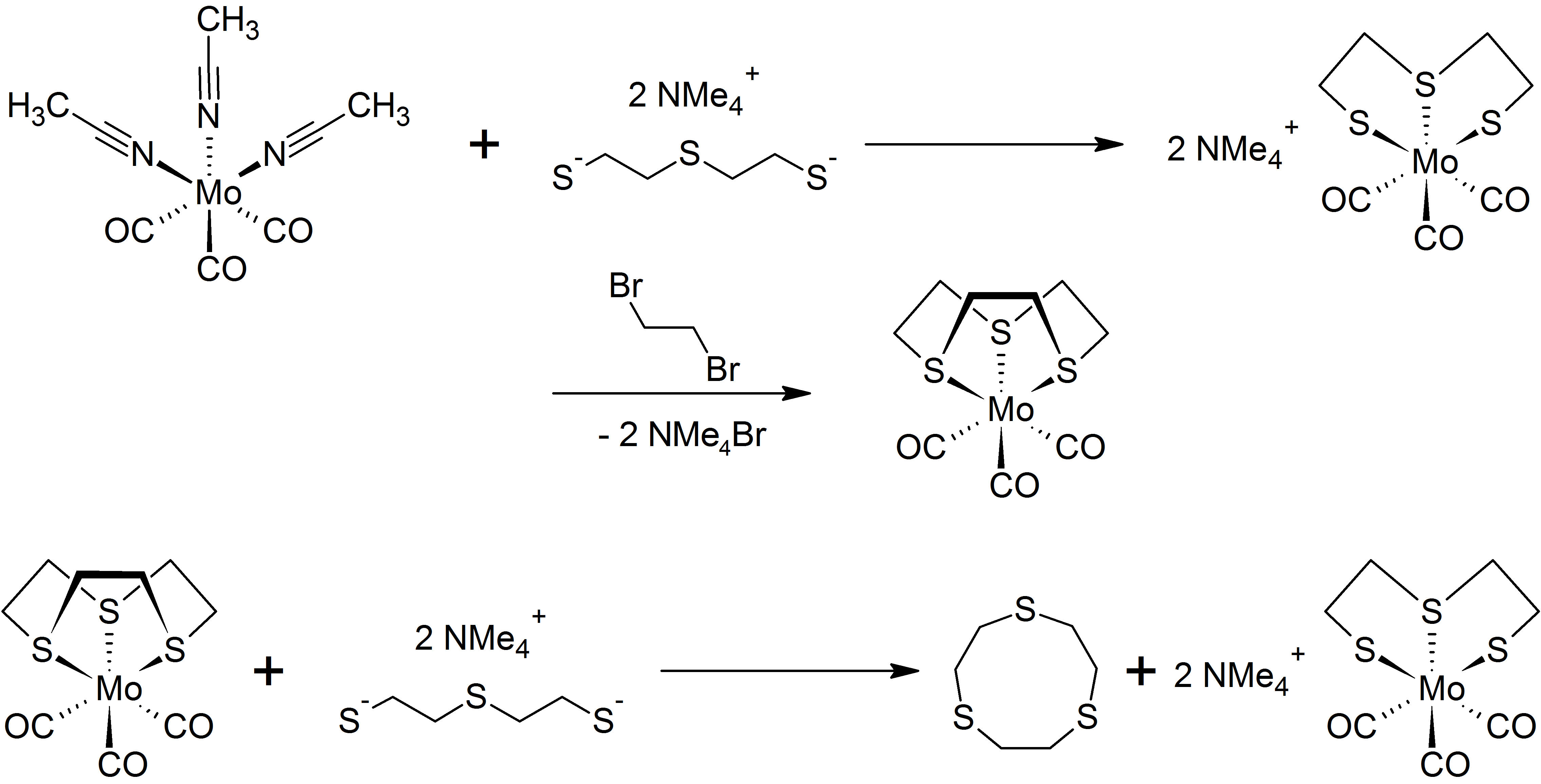